# Kunimitsu Tezuka
Kunimitsu Tezuka (手塚 国光?, Tezuka Kunimitsu) è un personaggio della serie manga ed anime giapponese Il principe del tennis, creato da Takeshi Konomi.

## Descrizione
Kunimutzu Tezuka è il capitano della squadra di tennis del Seigaku.
Sin dal primo anno le sue capacità tennistiche erano fuori dalla norma, al punto che per non far sfigurare i suoi sempai, giocava con la destra (era in realtà mancino). Il vecchio capitano notò subito la bravura di Tezuka, e gli chiese di diventare la 'Colonna portante del Seigaku'.
Purtroppo uno dei suoi senpai, quando seppe la vera natura di Tezuka, sentendosi preso in giro da un 'primino', lo colpì violentemente al braccio sinistro, creandogli un infortunio che si porterà dietro per tutto l'arco della serie. Molto carismatico e di poche parole, Tezuka con la sua bravura colpisce subito Ryoma, che lo vede come l'uomo da superare.
Tezuka dal canto suo, vede in Ryoma la 'Nuova colonna portante del Seigaku' e gli chiede di divenire tale giocando. Come capitano del liceo, è anche il suo più forte giocatore, e persino i professionisti lo guardano con ammirazione.

## Le tecniche
Tezuka è un giocatore a tutto campo, come tale ha molta esperienza e riesce a tenere testa
a qualsiasi tipo di avversario. 
Le sue principali tecniche sono:
Tezuka Zonequesta tecnica permette al capitano del Segaku di far cadere la palla sempre davanti a lui, indipendentemente da dove l'avversario la indirizzi. Ciò è reso possibile dall'effetto che Tezuka imprime alla palla, prevedendo dove l'avversario possa indirizzarla.
Zero Shiki Drop Shotuna volè che cade nel campo avversario senza che rimbalzi e tornando indietro verso la rete.
Zero Shiki Serveun servizio con le caratteristiche dello Zero Shiki Drop Shot.
Tekuza PhantomUna tecnica inversa a quella del Tezuka Zone. Invece di direzionare tutti i tiri verso di sé, Tezuka fa in modo che vadano tutti fuori. Usa per la prima volta questa tecnica nella Finale Nazionale contro Genichiro Sanada per contrastare il suo Ray
Muga No-Kyouchi (Stato di Auto-Attualizzazione)Solo tre giocatori riescono ad attivare questa tecnica che si acquisisce non pensando praticamente a niente e lasciando che il corpo risponda in base alle esperienze passate. Tramite questa tecnica si riescono a copiare perfettamente le tecniche degli altri giocatori, anche se si sono solamente viste. Se si riesce a controllare il Muga No-Kyouchi si è in grado di arrivare ad una delle tre 'porte': Hyaku Ren Jitoku no Kiwami (Pinnacolo del Duro Lavoro), Saiki Kanpatsu no Kiwami (Pinnacolo della Gran Percezione), Teni Muhou No Kiwami(Pinnacolo della Perfezione)
Hyaku Ren Jitoku no Kiwami (Pinnacolo del Duro Lavoro)Sembra che Tezuka abbia questa abilità sin da quando era un primino e l'abbia volontariamente soppressa fino al suo completo ristabilimento fisico. Infatti la usa per la prima volta nelle semifinali nazionali contro Kite Eishirou capitano della Higa Middle School. Questa tecnica gli permette di accumulare una forza sovrumana nel suo braccio sinistro e di ritornare tutti i tiri con forza, rotazione e impatto raddoppiato.
Saiki Kanpatsu no Kiwami (Pinnacolo della Gran Percezione)Questa tecnica viene acquisita da Tezuka durante lo scontro con Senri Chitose della Shitenhouji. Permette di prevedere quanti tiri mancano prima del punto definitivo ed è generata dall'applicazione della mente nel trovare tutte le possibili combinazioni di gioco tra i due sfidanti. Tezuka con questa sfida apre due 'porte' contemporaneamente.

## I match
Di seguito sono elencati i match più interessanti:
vs Echizen Ryoma 1in questo primo dei tre match contro Ryoma, Tezuka domina e mostra per la prima volta a Ryoma il suo Zero Shiki Drop Shot, anche se il medico glielo aveva proibito. Dopo questo match Ryoma cambia il suo stile e Tezuka gli propone di divenire la 'Nuova Colonna Portante del Seigaku'.Gioca mancino.
vs Atobe Keigocontendente di sempre, Tezuka perde contro Atobe che sfrutta la debolezza del suo braccio sinistro.
vs Echizen Ryoma 2prima di partire per la Germania per curarsi, Tezuka testa Ryoma, stavolta con il suo braccio destro. Sebbene abbia poca esperienza con quel braccio, anche qui l'incontro è a senso unico. Ryoma riesce a contrastare la Tezuka Zone (creata di destro!!), ma non può nulla contro il solito Zero Shiki Drop Shot, che Tezuka usa per finire l'incontro.
vs Fuji ShuusukeSfida nella sfida, tornato completamente ristabilito, Tezuka deve vedersela con Fuji. Già al loro primo anno ci fu una sfida che Tezuka perse miseramente 6-0 dato il suo infortunio. Fuji venuto a conoscenza della realtà, strappa a Tezuka la promessa che una volta ristabilitosi, avrebbero avuto un match. Durante il torneo interno del Seigaku si vedono faccia a faccia e dopo una partita entusiasmante che vede per la prima volta Fuji giocare seriamente per ottenere una vittoria personale, Tezuka ha la meglio con il punteggio di 7-6.
vs Echizen Ryoma 3Ultima volta che si scontrano, Ryoma arriva addirittura dall'America dove stava disputando l'U.S. Open per battersi con il capitano. Stavolta Ryoma ha la meglio e coglie l'occasione per salutare tutti e ringraziarli per il loro sostegno.
vs Kite EishirouNon fa complimenti il capitano della Higa Middle School, che mette alla prova Tezuka con ogni scorrettezza. Il capitano risponde con la sua tecnica migliore: Hyaku Ren Jitoku no Kiwami e mette fine ad un match senza pretese.
vs Munehiro Kabajiincontro molto difficile dato che Kabaji assorbe ogni tecnica vista, per cui Tezuka si scontra essenzialmente con sé stesso. Riesce perfino a copiare lo Hyaku Ren Jitoku no Kiwami ma Tezuka ha comunque la meglio, stavolta con l'aiuto della pioggia che mette in difficoltà l'avversario.
vs Senri ChitoseMolto importante per il percorso tennistico di Tezuka, questo match segna l'arrivo di una nuova tecnica: Saiki Kanpatsu no Kiwami che fa sua e che riesce a far coesistere con lo Hyaku Ren Jitoku no Kiwami, aprendo due porte contemporaneamente. Anche in questo caso ha la meglio sull'avversario.
vs Genichirou SanadaScontro tra eterni rivali, dove Tezuka sfodera tutto il suo arsenale e anche di più. Ultimo match ufficiale di Tezuka, qui usa lo Zero Shiki Serve e il Tezuka Phatom per la prima volta. Arriva a congestionare il suo braccio sinistro e perde per una palla che tocca la rete e va nel suo campo.